# كل السيدات تفعل ذلك
كل السيدات تفعل ذلك هو فيلم كوميدي إيطالي من إخراج تينتو براس وبطولة كلوديا كول، صدر الفيلم عام 1992.

## روابط خارجية
- كل السيدات تفعل ذلك على موقع IMDb (الإنجليزية)
- كل السيدات تفعل ذلك على موقع نتفليكس (الإنجليزية)
- كل السيدات تفعل ذلك على موقع ألو سيني (الفرنسية)
- كل السيدات تفعل ذلك على موقع أول موفي (الإنجليزية)
- كل السيدات تفعل ذلك على موقع فيلمافينيتي (الإسبانية)
- كل السيدات تفعل ذلك على موقع قاعدة بيانات الفيلم (الإنجليزية)
- كل السيدات تفعل ذلك على موقع ليتربوكسد (الإنجليزية)
- كل السيدات تفعل ذلك على موقع كينوبويسك (الروسية)